# 조중연 (정치인)
조중연(趙重衍, 1936년 7월 22일~1998년 11월 17일)은 대한민국의 정치인으로, 제10·11·15대 국회의원을 지냈다. 그리고 충청남도 서천군 출신이다.

## 학력
- 공주고등학교 졸업
- 성균관대학교 정치학과 졸업

## 경력
- 전국학생연맹위원장
- 학생대표로 동남아제국순방
- 세계32개국순방(농어민실태조사)
- 민정당ㆍ신민당 중앙상무위원 및 정책위원
- 신민당 충청남도 부여군·서천군·보령군 위원장
- APU한국대표
- 미국 민주당 대통령 지명 전당대회 참석
- 민주한국당 중앙당사무차장
- 민주한국당 원내수석부총무

## 역대 선거 결과
|  | 15.02% |

|  | 25.29% |

|  | 14.43% |

|  | 37.42% |

|  | 42.38% |

|  | 12.92% |

|  | 11.2% |

| 전임 제정구 | 제2대 통합민주당 사무총장 1996년 10월 11일~1997년 9월 19일 | 후임 이규정 |